# Helotropha
Helotropha là một chi bướm đêm thuộc họ Noctuidae.

## Các loài
- Helotropha leucostigma (Hübner, [1808])
- Helotropha reniformis (Grote, 1874)